# Bahnstrecke Ostrava–Frýdek-Místek
| Kursbuchstrecke (SŽ): | 323                                    |                                                          |                                                          |
| Streckenlänge: | 21,989 km                              |                                                          |                                                          |
| Spurweite: | 1435 mm (Normalspur)                   |                                                          |                                                          |
| Stromsystem: | Ostrava hl. n.–Ostrava-Kunčice: 3 kV = |                                                          |                                                          |
| Streckengeschwindigkeit: | 80 km/h                                |                                                          |                                                          |
| Zweigleisigkeit: | Ostrava hlavní nádraží–Vratimov        |                                                          |                                                          |
| |                                        |                                                          |                                                          |
| \| \| \| von Břeclav (vorm. KFNB) \| \| \| \| \| nach Petrovice u Karviné (vorm. KFNB) \| \| \| \| 0,000 \| Ostrava hlavní nádraží früher Mährisch Ostrau-Oderfurt \| Ostrava hlavní nádraží früher Mährisch Ostrau-Oderfurt \| \| \| 1,513 \| Ostrava báňské nádraží VOK \| Ostrava báňské nádraží VOK \| \| \| \| Ostrava-Stodolní \| \| \| \| 2,721 \| nach Michálkovice (vorm. Montanbahn Ostrau–Michalkowitz) \| nach Michálkovice (vorm. Montanbahn Ostrau–Michalkowitz) \| \| \| 2,972 \| Ostrava střed früher Ostrau-Witkowitz \| Ostrava střed früher Ostrau-Witkowitz \| \| \| \| vlečka Vítkovické železárny \| \| \| \| \| Ostravice \| \| \| \| 5,636 \| Ostrava-Kunčičky früher Klein Kuntschitz \| Ostrava-Kunčičky früher Klein Kuntschitz \| \| \| \| Nová huť–Vítkovické železárny \| \| \| \| \| Polanka nad Odrou–Český Těšín \| \| \| \| \| von Polanka nad Odrou \| \| \| \| 7,805 \| Ostrava-Kunčice früher Kunzendorf a. d. Ostrawitza \| Ostrava-Kunčice früher Kunzendorf a. d. Ostrawitza \| \| \| \| nach Český Těšín (vorm. OFE) \| \| \| \| 10,155 \| Vratimov früher Ratimau \| Vratimov früher Ratimau \| \| \| \| vlečka AWT, Důl Paskov, Důl Staříč \| \| \| \| 14,238 \| Paskov früher Paskau \| Paskov früher Paskau \| \| \| \| vlečka Biocel Paskov \| \| \| \| 15,363 15,100 \| (Kilometersprung) \| (Kilometersprung) \| \| \| 18,923 \| Lískovec u Frýdku früher Lipina-Karlshütte \| Lískovec u Frýdku früher Lipina-Karlshütte \| \| \| \| von Český Těšín (vorm. KFNB) \| \| \| \| 21,989 \| Frýdek-Místek früher Friedeck-Mistek \| Frýdek-Místek früher Friedeck-Mistek \| \| \| \| nach Kojetín (vorm. KFNB) \| \| |                                        |                                                          |                                                          |
| Strecke |                                        | von Břeclav (vorm. KFNB)                                 | von Břeclav (vorm. KFNB)                                 |
| Abzweig geradeaus und nach links |                                        | nach Petrovice u Karviné (vorm. KFNB)                    | nach Petrovice u Karviné (vorm. KFNB)                    |
| Bahnhof | 0,000                                  | Ostrava hlavní nádraží früher Mährisch Ostrau-Oderfurt   | Ostrava hlavní nádraží früher Mährisch Ostrau-Oderfurt   |
| Dienststation / Betriebs- oder Güterbahnhof | 1,513                                  | Ostrava báňské nádraží VOK                               | Ostrava báňské nádraží VOK                               |
| Haltepunkt / Haltestelle |                                        | Ostrava-Stodolní                                         | Ostrava-Stodolní                                         |
| Abzweig geradeaus und nach links | 2,721                                  | nach Michálkovice (vorm. Montanbahn Ostrau–Michalkowitz) | nach Michálkovice (vorm. Montanbahn Ostrau–Michalkowitz) |
| Bahnhof | 2,972                                  | Ostrava střed früher Ostrau-Witkowitz                    | Ostrava střed früher Ostrau-Witkowitz                    |
| Abzweig geradeaus und nach rechts |                                        | vlečka Vítkovické železárny                              | vlečka Vítkovické železárny                              |
| Brücke über Wasserlauf |                                        | Ostravice                                                | Ostravice                                                |
| Haltepunkt / Haltestelle | 5,636                                  | Ostrava-Kunčičky früher Klein Kuntschitz                 | Ostrava-Kunčičky früher Klein Kuntschitz                 |
| Kreuzung geradeaus unten |                                        | Nová huť–Vítkovické železárny                            | Nová huť–Vítkovické železárny                            |
| Kreuzung geradeaus unten |                                        | Polanka nad Odrou–Český Těšín                            | Polanka nad Odrou–Český Těšín                            |
| Abzweig geradeaus und von links |                                        | von Polanka nad Odrou                                    | von Polanka nad Odrou                                    |
| Bahnhof | 7,805                                  | Ostrava-Kunčice früher Kunzendorf a. d. Ostrawitza       | Ostrava-Kunčice früher Kunzendorf a. d. Ostrawitza       |
| Abzweig geradeaus und nach links |                                        | nach Český Těšín (vorm. OFE)                             | nach Český Těšín (vorm. OFE)                             |
| Bahnhof | 10,155                                 | Vratimov früher Ratimau                                  | Vratimov früher Ratimau                                  |
| Abzweig geradeaus und nach rechts |                                        | vlečka AWT, Důl Paskov, Důl Staříč                       | vlečka AWT, Důl Paskov, Důl Staříč                       |
| Bahnhof | 14,238                                 | Paskov früher Paskau                                     | Paskov früher Paskau                                     |
| Abzweig geradeaus und nach rechts |                                        | vlečka Biocel Paskov                                     | vlečka Biocel Paskov                                     |
| Kilometer-Wechsel | 15,363 15,100                          | (Kilometersprung)                                        | (Kilometersprung)                                        |
| Bahnhof | 18,923                                 | Lískovec u Frýdku früher Lipina-Karlshütte               | Lískovec u Frýdku früher Lipina-Karlshütte               |
| Abzweig geradeaus und von links |                                        | von Český Těšín (vorm. KFNB)                             | von Český Těšín (vorm. KFNB)                             |
| Bahnhof | 21,989                                 | Frýdek-Místek früher Friedeck-Mistek                     | Frýdek-Místek früher Friedeck-Mistek                     |
| Strecke |                                        | nach Kojetín (vorm. KFNB)                                | nach Kojetín (vorm. KFNB)                                |

Die Bahnstrecke Ostrava–Frýdek-Místek ist eine Eisenbahnstrecke in Tschechien, die ursprünglich von den k.k. priv. Ostrau-Friedlander Eisenbahn (OFE) als Teil ihrer Hauptverbindung von Mährisch Ostrau nach Friedland an der Ostrawitza erbaut wurde. Sie verläuft von Ostrava (Mährisch Ostrau) nach Frýdek-Místek (Friedeck-Mistek). Während der Abschnitt von Ostrava hlavní nádraží nach Ostrava-Kunčice als Hauptbahn („celostatní dráha“) klassifiziert ist, wurde der restliche Abschnitt 2014 zur Nebenbahn („regionální dráha“) herabgestuft.

## Geschichte
Die Konzession für die Strecke Mährisch Ostrau–Friedland erhielt die OFE am 2. Jänner 1869. Die Konzessionäre wurden verpflichtet, den Bau der Strecke binnen eines Jahres zu beginnen und binnen zwei Jahren fertigzustellen. Darüber hinaus gestattete die Konzessionsurkunde, dass die Strecke vorerst nur eingleisig ausgeführt werden durfte. Die Verlegung eines zweiten Gleises war erst bei einem jährlichen Rohertrag von 200.000 fl. pro österreichischer Meile während zweier aufeinander folgender Jahre gefordert. Die Dauer der Konzession war auf 80 Jahre ab dem Tag der Konzessionserteilung festgelegt, eine Einlösung durch den Staat war jedoch schon nach 30 Jahren jederzeit möglich. Eröffnet wurde die Strecke am 1. Jänner 1871. Den Betrieb führte die k.k. priv. Kaiser Ferdinands-Nordbahn (KFNB) für Rechnung der Ostrau-Friedlander Eisenbahn aus. 

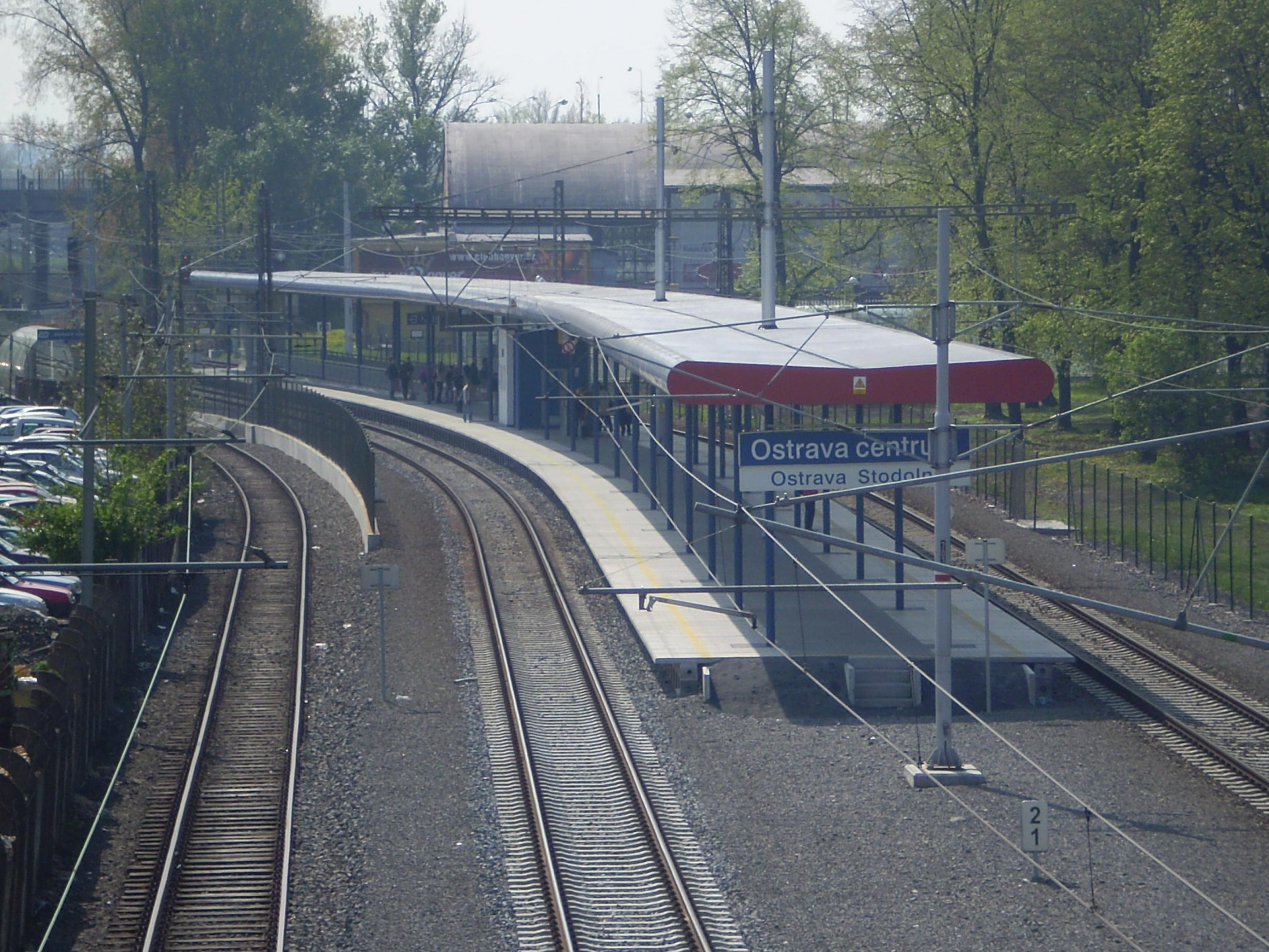
Haltestelle Ostrava-Stodolní (2008)

Am 1. Juni 1888 kam die weitere Strecke von Friedek-Mistek nach Friedland zur KFNB. Sie war fortan Teil der Mährisch-Schlesischen Städtebahn von Kojetín nach Bielitz.
Nach der Verstaatlichung der KFNB übernahm ab 1. Jänner 1907 die k.k. Nordbahndirektion der k.k. Staatsbahnen (kkStB) die Betriebsführung. Im Jahr 1912 wies der Fahrplan werktags sieben gemischte Zugpaare 2. und 3. Klasse aus, sonntags waren es sieben. Sie benötigten für die 23 Kilometer lange Strecke 50–67 Minuten.
Nach dem Ende des Ersten Weltkrieges übernahmen die neu gegründeten Tschechoslowakischen Staatsbahnen (ČSD) die Betriebsführung.
Mit der Verstaatlichung der OFE zum 1. Jänner 1936 gehörte auch die Infrastruktur fortan zum Netz der ČSD.
Im Zweiten Weltkrieg lag die Strecke zur Gänze im Protektorat Böhmen und Mähren. Betreiber waren jetzt die Protektoratsbahnen Böhmen und Mähren (ČMD-BMB). Am 9. Mai 1945 kam die Strecke wieder vollständig zu den ČSD. 

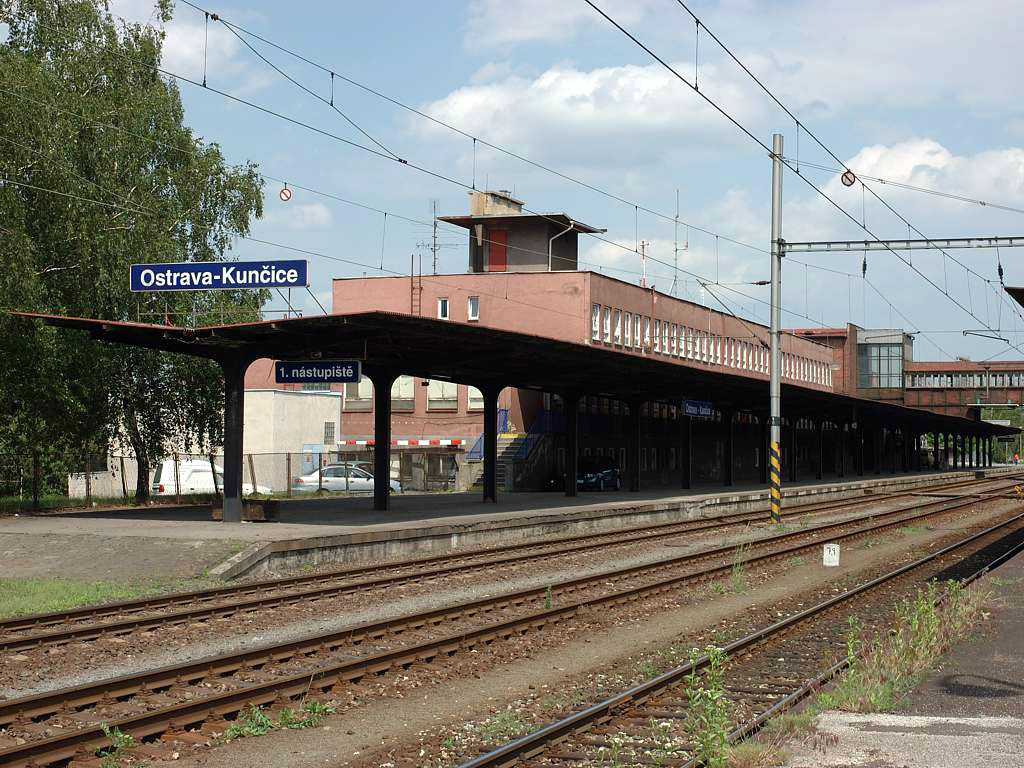
Bahnhof Ostrava-Kunčice (2007)

Am 1. Januar 1993 ging die Strecke im Zuge der Auflösung der Tschechoslowakei an die neu gegründeten České dráhy (ČD) über. Seit 2003 gehört sie zum Netz des staatlichen Infrastrukturbetreibers Správa železniční dopravní cesty (SŽDC).
In den Jahren 2005 bis 2007 erhielt der Abschnitt Ostrava hlavní nádraží–Ostrava-Kunčice eine elektrische Fahrleitung. Der elektrische Bahnbetrieb wurde dort am 7. Dezember 2007 eröffnet.
Im Fahrplan 2012 verkehren auf der Strecke die Linien S6 (Ostrava hl. n.–Frenštát pod Radhoštěm) und 
R1 (Opava východ–Ostrava-Svinov–Ostrava hl. n.–Havířov–Český Těšín) des Nahverkehrssystems Esko v Moravskoslezském kraji.
Der Abschnitt Ostrava-Kunčice–Frýdek-Místek wurde 2014 zur regionalen Bahn abgestuft.
Von September 2023 bis Dezember 2026 soll die Strecke auf gesamter Länge elektrifiziert und zweigleisig ausgebaut werden. Die Streckengeschwindigkeit soll dabei auf 120 km/h angehoben werden.